# Galium aladaghense
Galium aladaghense är en måreväxtart som beskrevs av Gerald Parolly. Galium aladaghense ingår i släktet måror, och familjen måreväxter.
Artens utbredningsområde är Turkiet. Inga underarter finns listade i Catalogue of Life.